# 나카노역 (도쿄도)
나카노역(일본어: 中野駅)은 일본 도쿄도 나카노구에 있는 JR 동일본 주오 본선(쾌속 및 각역정차) 및 도쿄 지하철 도자이 선이 환승(상호 공동사용)하는 역이다. 도쿄 지하철 역 번호는 T 01이다.
또한 일본화물철도도 사용하고 있으며, 도쿄 지하철의 갑종차량 수송도 이 역을 경유한다.
도요고속철도 2000계 전동차가 ATS 신호 방식을 지원하지 않으므로 도요 고속 철도 전동차는 이 역까지만 운행하고, 고엔지역부터는 도쿄 메트로 전동차와 동일본 여객철도 전동차만 들어온다.

## 타는 곳
주오 소부 선
주오·소부 선과 도자이 선이 상호직결운행 하는 관계로, 이 역에서 타는 곳과 개찰구는 양쪽 모두 공용으로 사용하고 있다.
| 1 | 주오·소부 선（각역정차） | 미타카·다치카와 방면 （일부 당역출발 신주쿠・아키하바라 방면）                                                                            |
| 1 | ■주오 선（각역정차）     | 미타카・다치카와・하치오지・다카오・오메 방면 (이른아침·심야 만)                                                                          |
| 2 | 주오·소부 선（각역정차） | 신주쿠・아키하바라・후나바시・지바 방면（당역 출발）                                                                                      |
| 2 | ■주오 선（각역정차）     | 신주쿠・오차노미즈・도쿄 방면 (이른아침·심야 만)                                                                                          |
| 3 | 주오 선（각역정차）      | 미타카 (도자이 선 직결운행열차） |
| 3 | 도자이 선                | 오테마치역・니시후나바시・츠다누마・가쓰타다이 방면（당역출발）                                                                           |
| 4 | 도자이 선                | 오테마치역・니시후나바시・츠다누마・도요 가쓰타다이 방면（당역출발）                                                                      |
| 5 | 주오·소부 선（각역정차） | 신주쿠・아키하바라・후나바시・지바 방면（미타카 출발）                                                                                    |
| 5 | 도자이 선                | 오테마치역・니시후나바시・츠다누마・도요 가쓰타다이 방면（미타카 출발）                                                                   |
| 6 | 주오 선（쾌속）          | 미타카・다치카와・하치오지・다카오・오쓰키 ・하이지마・오메 방면 （주말・휴일에 운행하는 쾌속열차는 고엔지・아사가야・니시오기쿠보 통과） |
| 7 | 주오 선（쾌속）          | 신주쿠・오차노미즈・도쿄 방면（평일 아침만）                                                                                              |
| 8 | 주오 선（쾌속）          | 신주쿠・오차노미즈・도쿄 방면 |

## 역세권 정보
- 나카노 선플라자
- 나카노 브로드웨이
- 나카노구청
- 나카노 사계의 도시

## 역사
- 1889년 4월 11일: 신주쿠 역 ~ 다치카와 역 구간 개통과 동시에 갑무철도 역으로서 개업, 여객 및 화물의 취급을 개시. 현재의 역사의 위치보다 100m정도 서쪽에 있었다. 당초는 현재의 나카노사카우에 역의 위치에 개업할 예정이었다.
- 1904년 8월 21일: 이다바시 ~ 당역간 전차운행 개시.
- 1906년 10월 1일: 갑무철도의 국유화로 인해 일본국유철도의 역이 됨.
- 1929년: 현재지로 이전함. 이 때, 현재의 역 서쪽에 있는 거리의 남북 통행을 가능케 했다.
- 1963년 5월 16일: 화물 취급 폐지.
- 1966년 3월 16일: 도영지하철 도자이 선 영업 개시.
- 1987년
  - 3월 31일: 화물의 취급을 재개. 단, 차량 수송에만 정기 화물 열차의 설정은 없는 것으로 함.
  - 4월 1일: 국철분할민영화에 따라 주오본선의 역은 JR동일본, JR화물역이 됨.
- 2001년 11월 18일: JR동일본에서 Suica 공용 개시.
- 2004년 4월 1일: 영단지하철 민영화, 도쿄지하철의 역이 됨.
- 2007년 3월 18일: 도쿄지하철에서 PASMO 공용 개시.

## 사진

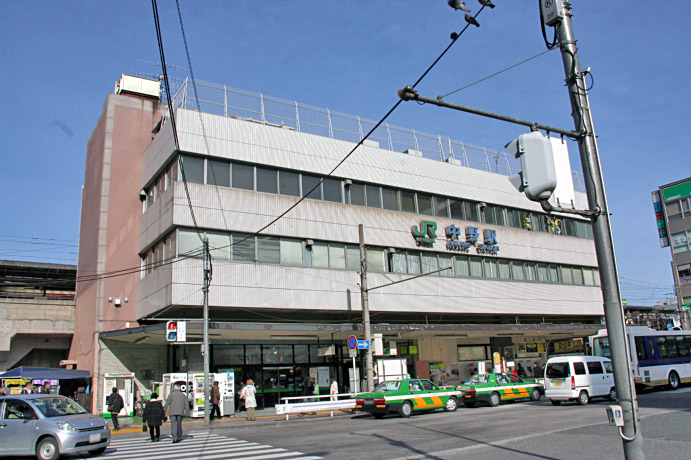
나카노 역 남쪽 출입구 모습
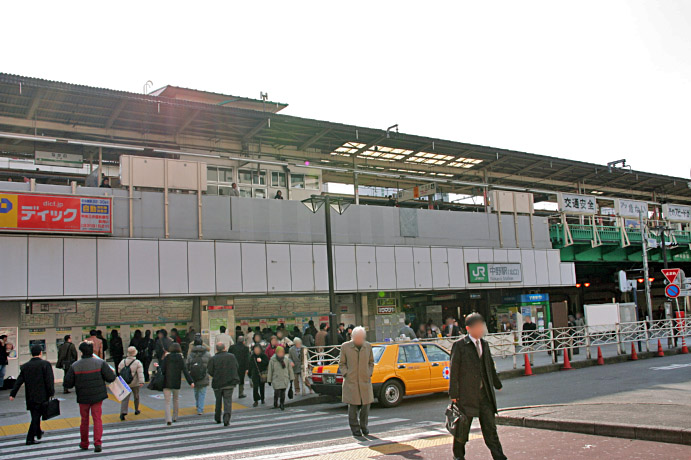
나카노 역 북쪽 출입구 모습
나카노 역 배선도

## 인접역
| 동일본 여객철도 주오 본선 도쿄 지하철 도자이 선 | 동일본 여객철도 주오 본선 도쿄 지하철 도자이 선 | 동일본 여객철도 주오 본선 도쿄 지하철 도자이 선 |
| ----------------------------------------------- | ----------------------------------------------- | ----------------------------------------------- |
| JC 05 신주쿠 도쿄 방면                          | 주오 쾌속선 특별 쾌속                           | JC 12 미타카 다카오 방면                        |
| JC 05 신주쿠 도쿄 방면                          | 주오 쾌속선 통근쾌속 · 휴일쾌속                 | JC 09 오기쿠보 다카오 방면                      |
| JC 05 신주쿠 도쿄 방면                          | 주오 쾌속선 평일쾌속                            | JC 07 고엔지 다카오 방면                        |
| JB 08 히가시나카노 지바 방면                    | 주오·소부 완행선                                | JB 06 고엔지 미타카 방면                        |
| T02 오치아이 니시후나바시 방면                  | 도자이 선 주오·소부 완행선                      | JB 06 고엔지 미타카 방면                        |